# Henri Adrien Tanoux
Antoine Auguste Adrien Henri Tanoux né le 18 octobre 1865 à Marseille et mort le 29 juillet 1923 à Paris,, est un peintre français.

## Biographie

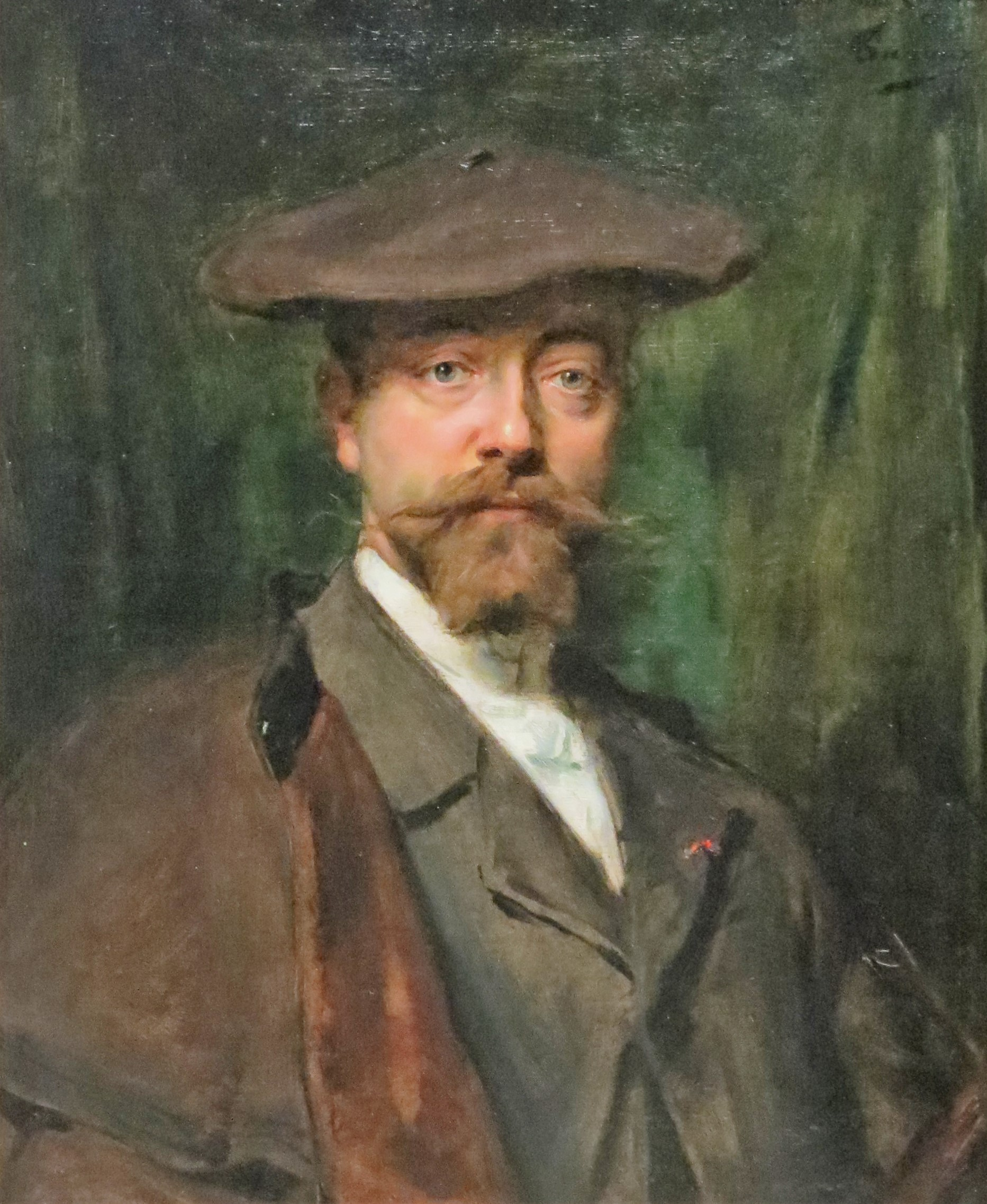
Portrait du peintre Émile Cagniart, musée des Beaux-Arts de Rouen.

Après des études commencées, en 1878, à l’École des beaux-arts de Marseille, Adrien Henri Tanoux est entré, en 1886, à l’École des beaux-arts de Paris, où il a été l’élève de Léon Bonnat.
D’abord attiré par des scènes populaires de faubourgs lointains, il a exposé, dès 1886, Judith montrant la tête d’Holopherne au peuple juif au Salon de Paris, où il a été par la suite régulièrement représenté. En 1889, il a reçu une mention honorable à l’Exposition universelle de Paris.
Médaille d’or et hors concours du Salon des artistes français, il a été élu sociétaire de la Société des artistes français en 1905. En 1895, ayant obtenu, au premier tour, 26 voix sur 38 votants pour son Revendeurs et revendeuses, le Conseil supérieur des beaux-arts lui a décerné l’une de ses quatre bourses de voyage.
Évoluant vers la peinture de genre, les portraits et les scènes orientalistes, il a acquis une place durable comme peintre de nu et pratique aussi le paysage.
Le 21 novembre 1924, la galerie Jean Charpentier du 76, rue du Faubourg-Saint-Honoré à Paris ouvre une rétrospective des œuvres d'Adrien Henri Tanoux. Cette exposition a réuni, avec de grandes toiles devenues populaires grâce à la carte postale, des petits nus, dont la célèbre illustration du poème d’Alfred de Musset, la célèbre Namouna, le vieux marchand d’esclaves présentant deux filles nues aux tons de peau différents. Y figurait aussi Parfums troublants et la Thaïs, qui compte parmi ses œuvres les plus importantes. Des portraits, une tête de fillette, Rita, une de ses dernières œuvres, qui indique que sa place est à côté de Gustave Ricard, des paysages, des intérieurs, des dessins, dont 32 nus sur les 95 pièces exposées, permettant d’avoir une vue d’ensemble de l’œuvre de cet artiste qui a su dégager de l’académisme ce qui rattachait ce poète du nu féminin aux maitres du passé. Camille Mauclair a parlé de ces nus avec lyrisme.
À l’issue de ses obsèques, le 1er aout à l’église Sainte-Marie des Batignolles, son corps a été déposé dans les caveaux de l’église. Il était l’époux de Hester Van Gelder.

## Œuvres dans les collections publiques
- Chambéry, musée des Beaux-Arts : l’Oiseau bleu, 1898, huile sur toile.
- Grenoble, musée de Grenoble : Portrait de la générale Faure-Biguet, huile sur toile.
- Marseille :
  - musée des Beaux-Arts :
    - Cuisiniers, 1894, huile sur toile ;
    - Jeune Hollandaise, 1894, huile sur toile ;
    - Tête de pêcheur hollandais, 1894, huile sur toile.

  - musée Cantini : La Cuisine, huile sur toile.
- Nevers, musée de la Faïence et des Beaux-Arts : Le Repos du modèle, 1923, huile sur toile.
- Nice, musée des Beaux-Arts de Nice : Thaïs, huile sur toile.
- Paris, Petit Palais :
  - Le Chaudronnier, huile sur toile ;
  - Trois hommes de l’asile des vieillards, huile sur toile.
- Rouen, musée des Beaux-Arts : Portrait du peintre Émile Cagniart, avant 1923, huile sur toile.

## Collections privées
- La Nuit.
- Un idéal.
- Misère.
- Le Harem.
- Danaé.
- Le modèle.
- Jeune femme en peignoir feuilletant un livre.
- Jeune Algérienne.
- Buste de femme nue.
- Nu allongé.
- Jeune femme dévêtue à mi-corps.
- Le Gouter.
- Nu au divan.
- Deux Femmes au harem.
- Jeune femme berbère.
- Thaïs.
- La Fille à l'éventail.
- La Favorite du sultan.

## Galerie

Œuvres non localisées attribuées à Adrien Henri Tanoux
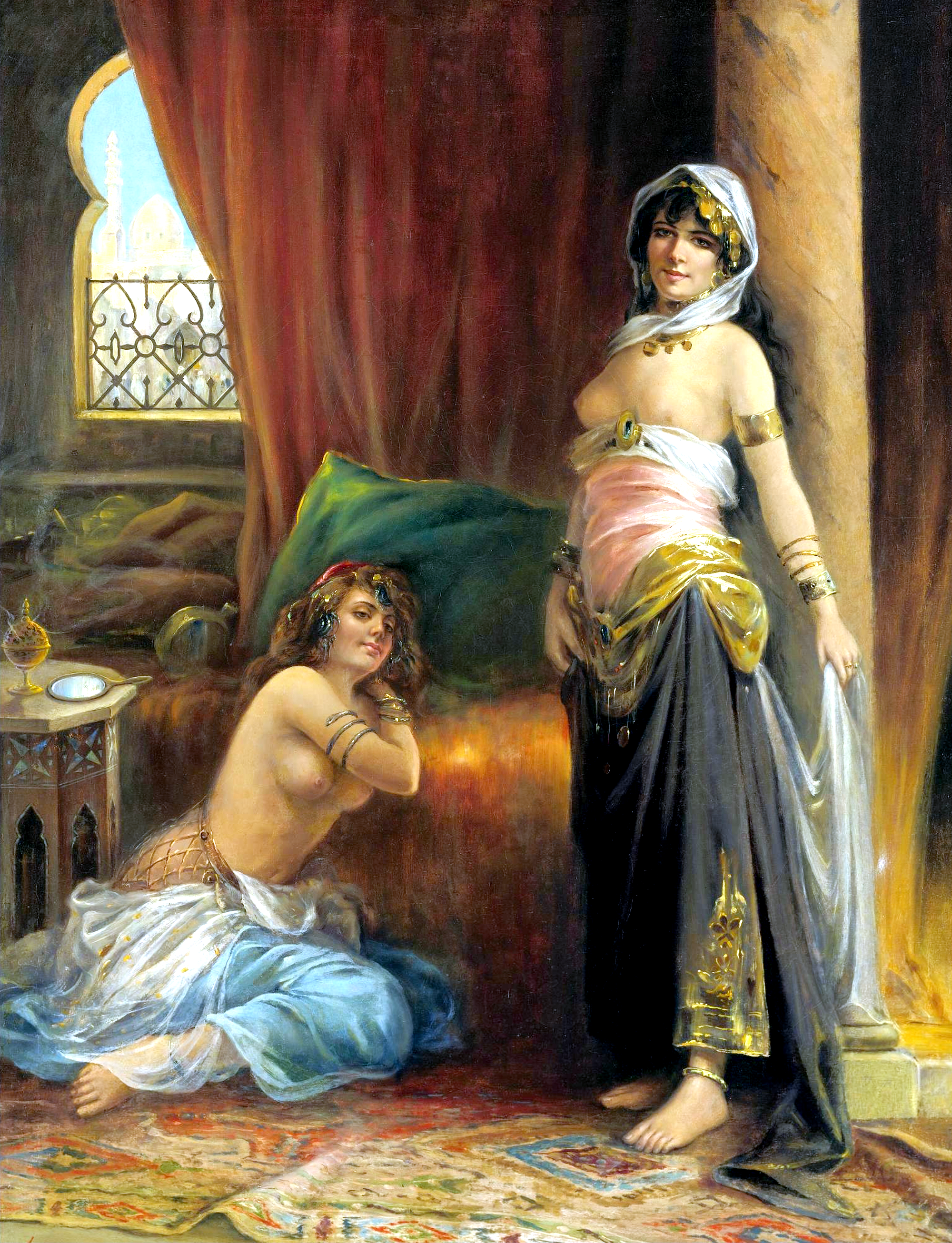
Au harem (vers 1921).
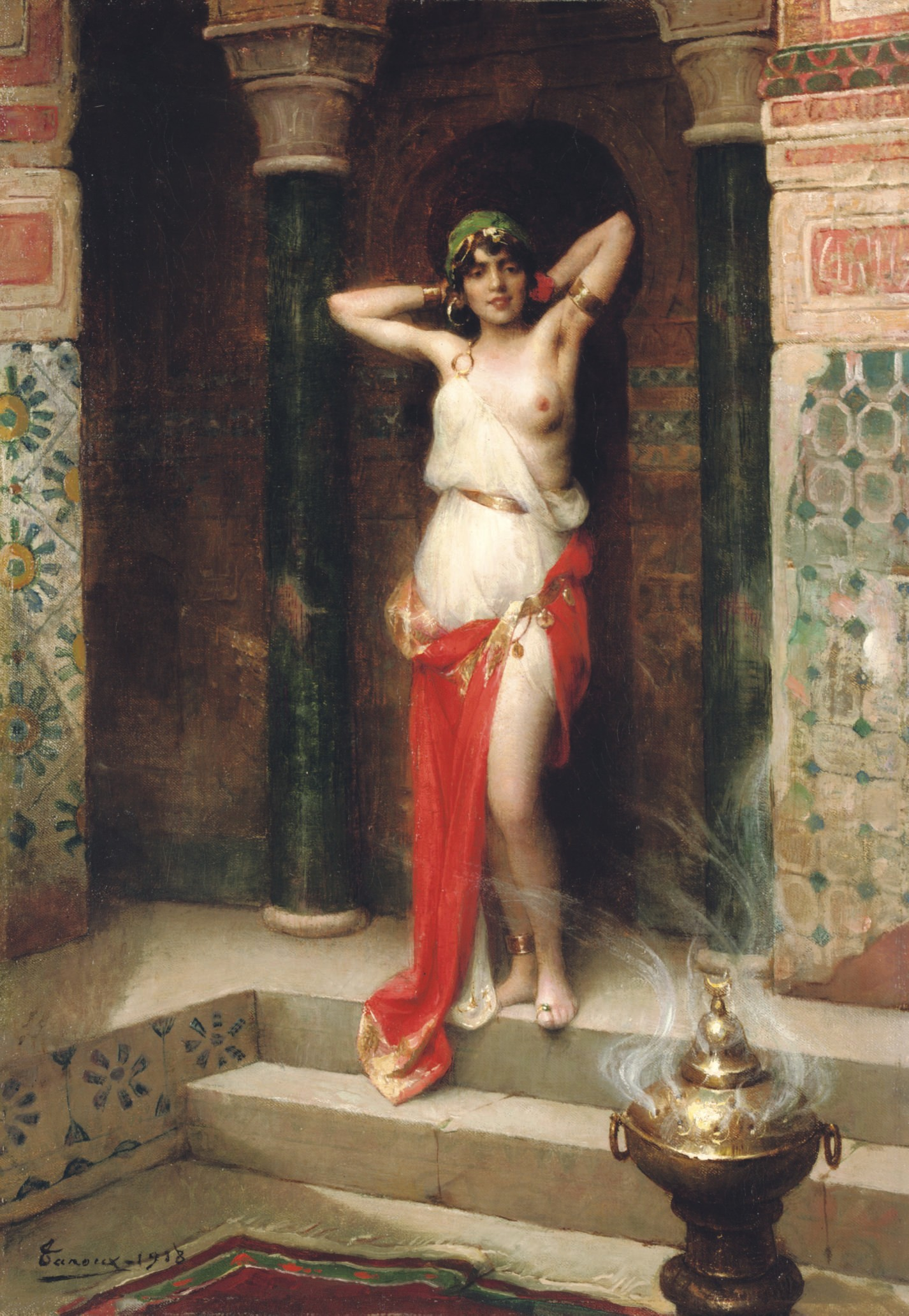
La belle au harem (1918).
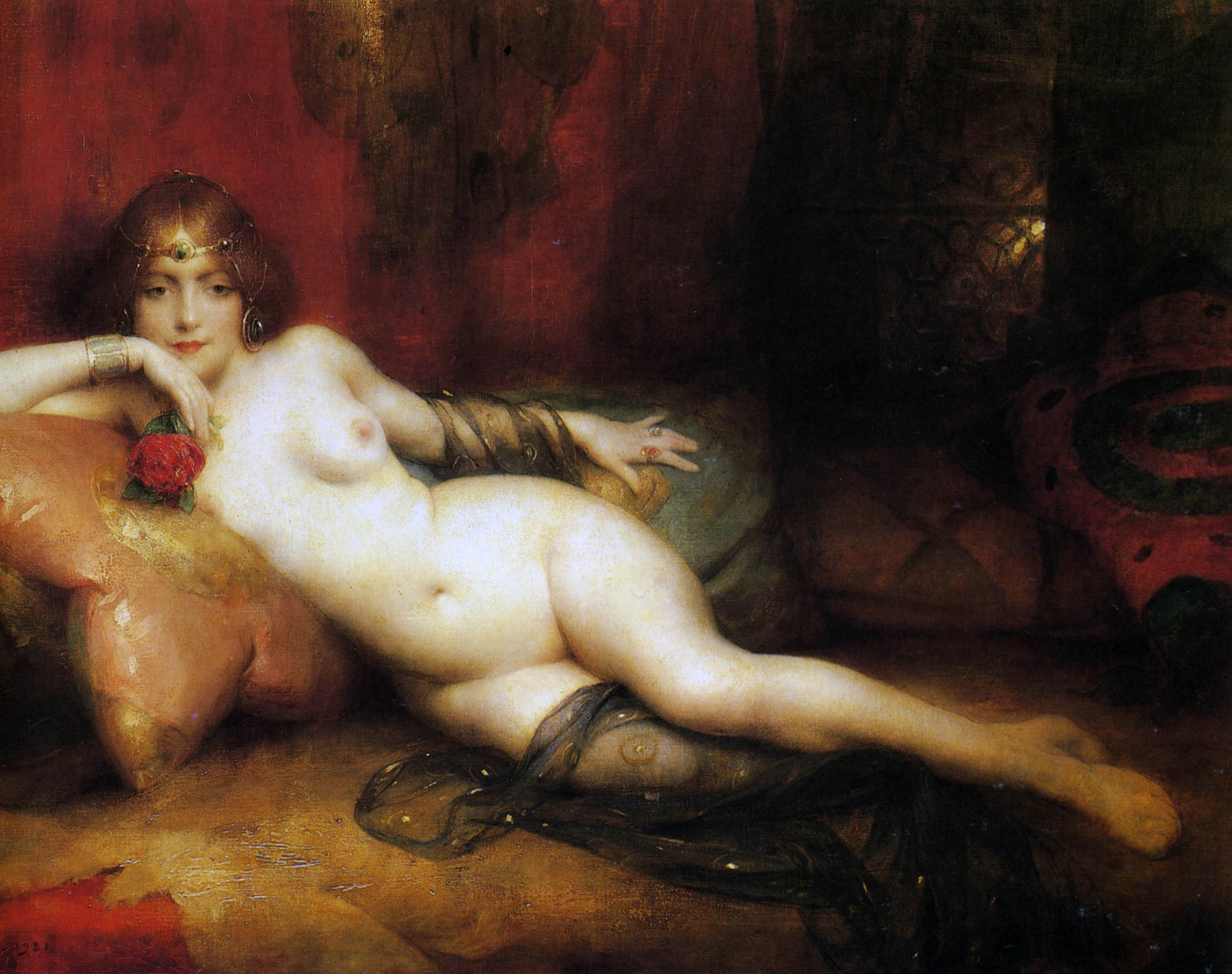
Salammbô (1921).
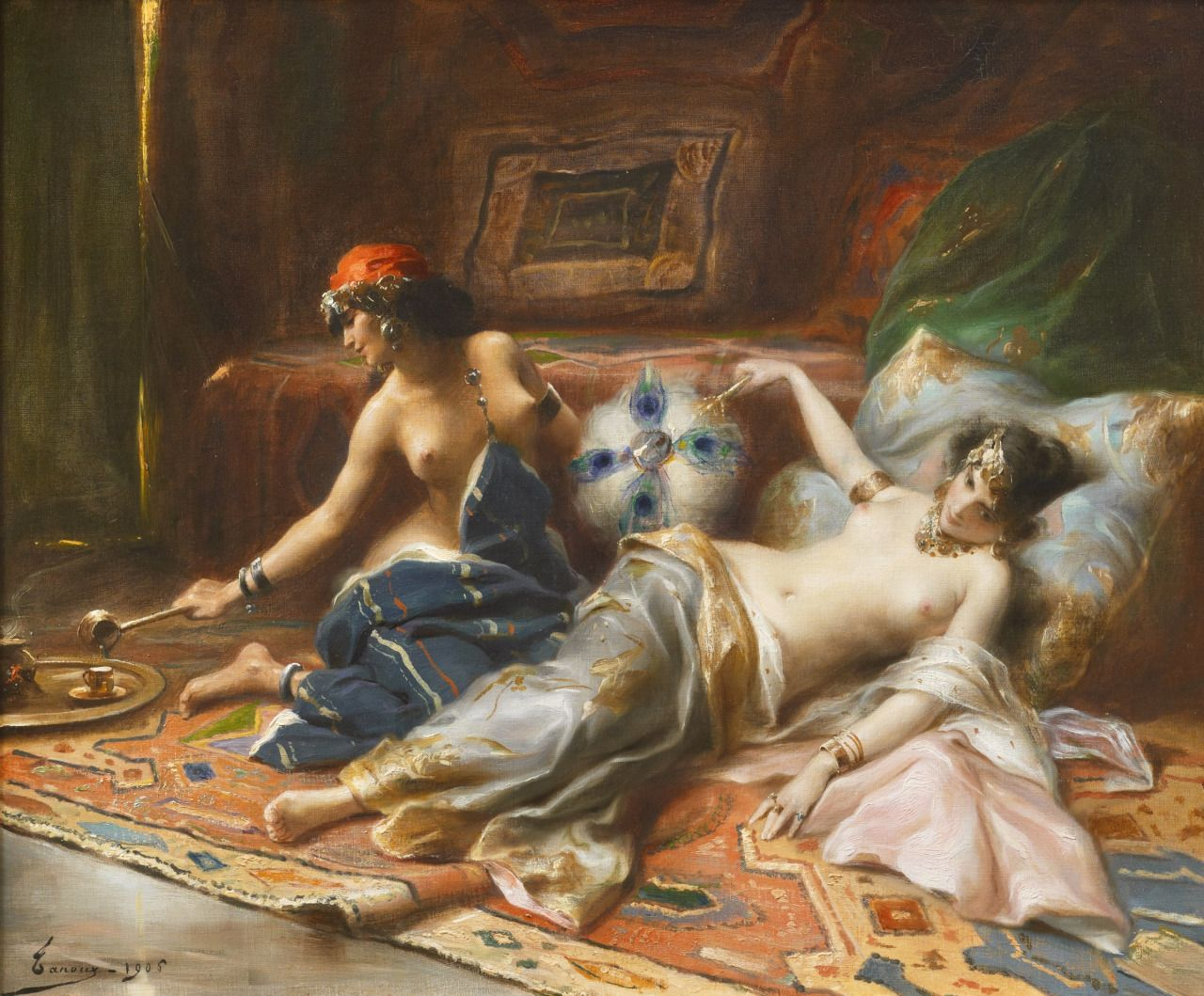
Odalisques (1905).
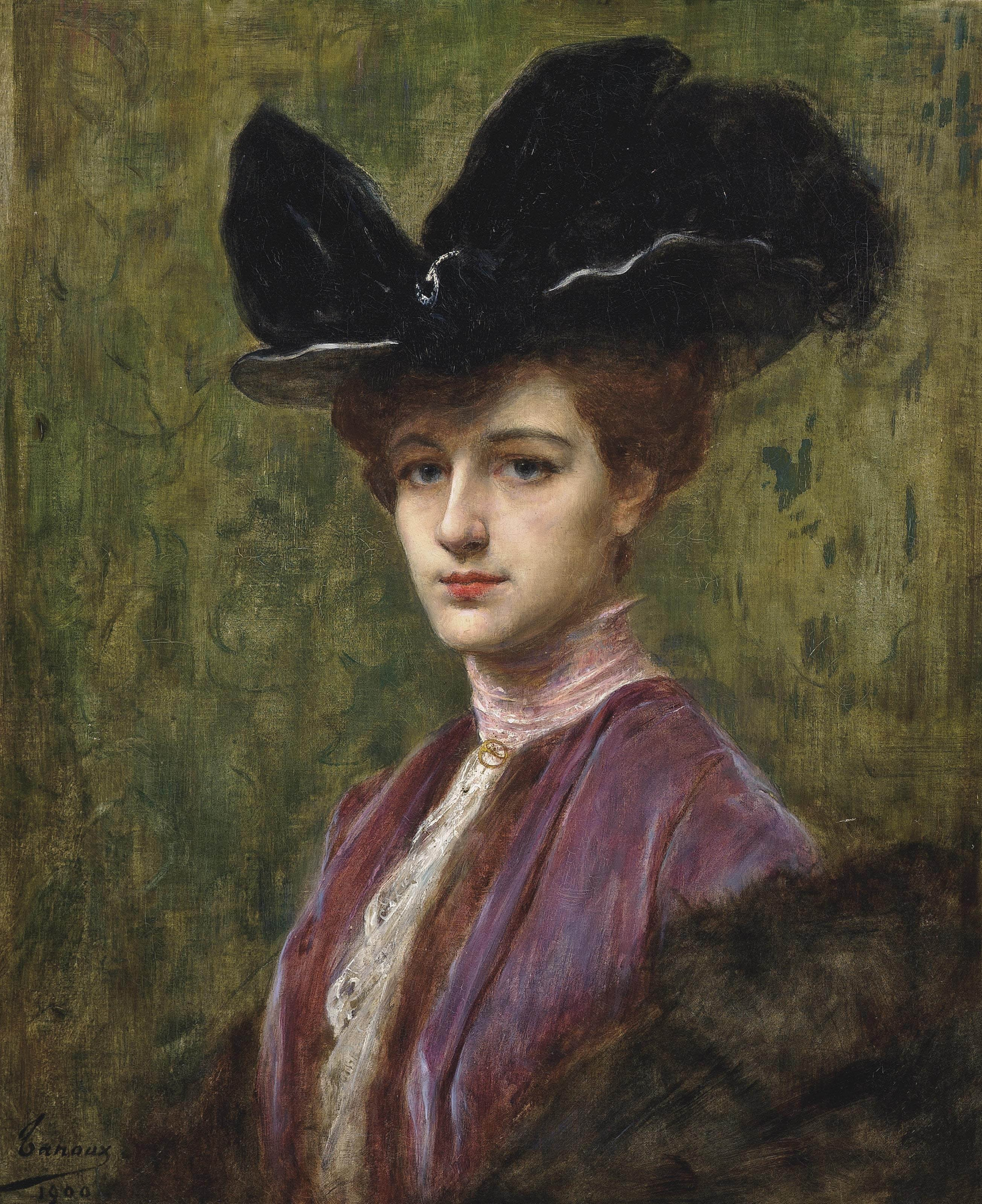
Élégante au chapeau noir (1900).
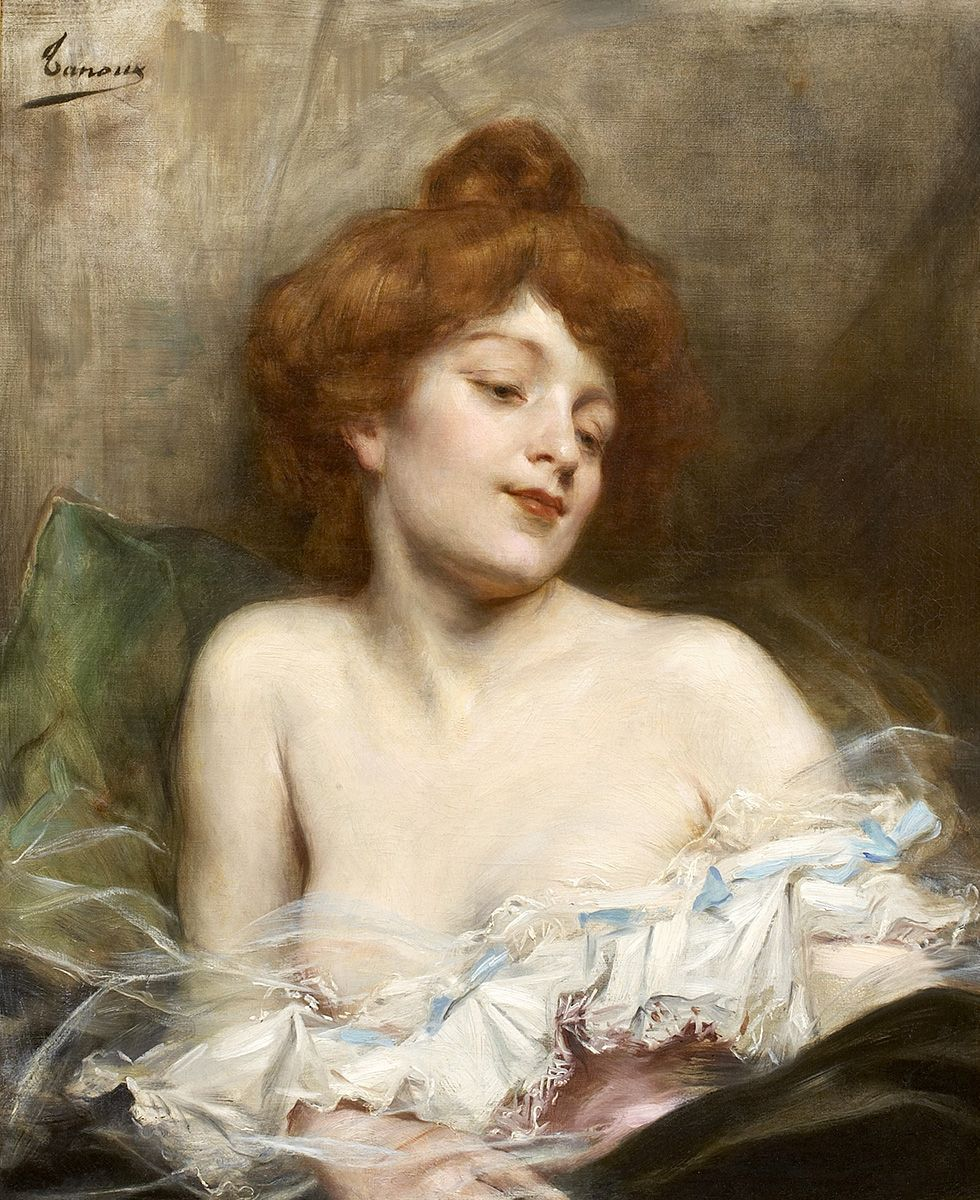
Rêverie.
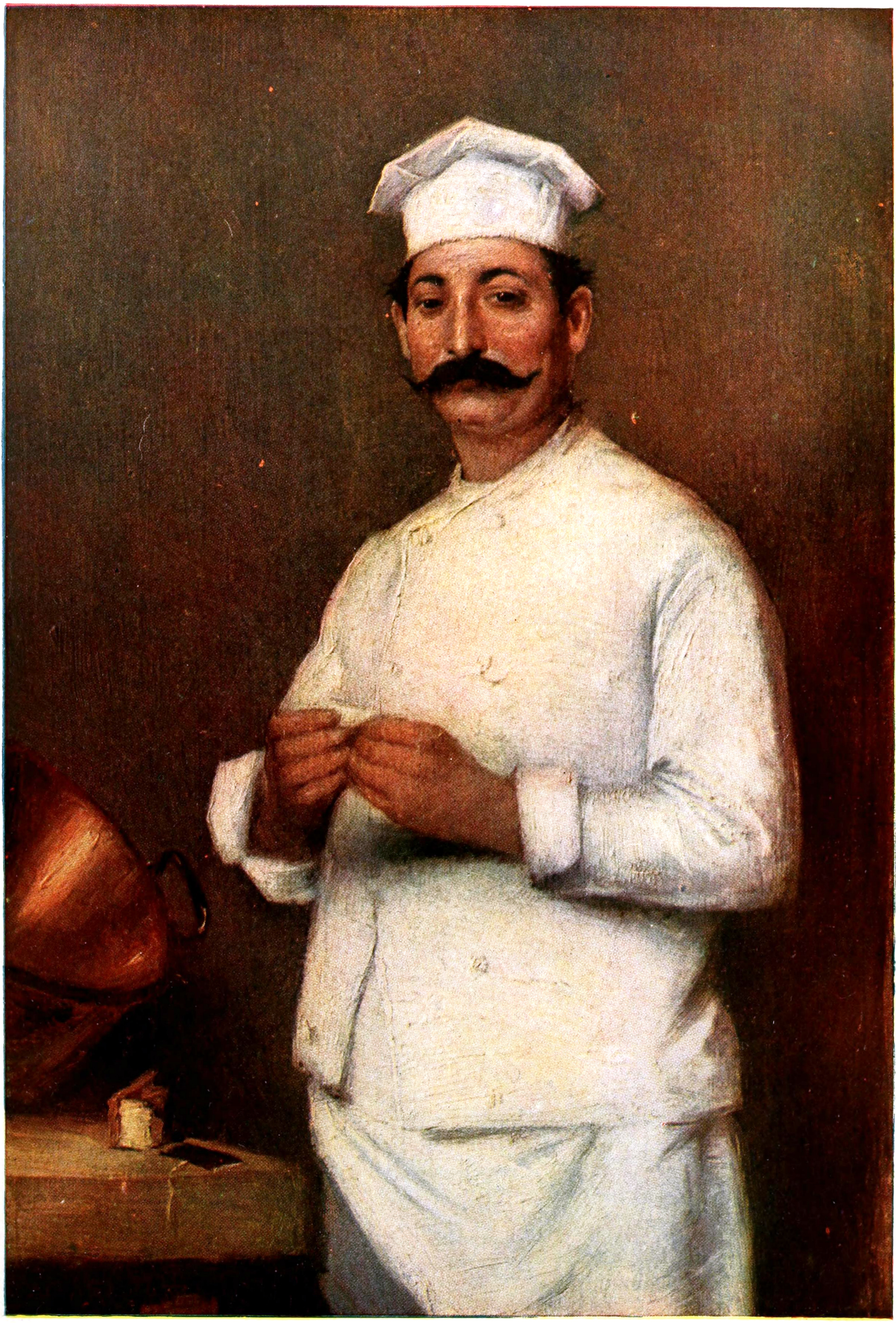
Le Cuisinier (1905).